# Michael Chiklis
Michael Chiklis est un acteur américain, né le 30 août 1963 à Lowell, dans le Massachusetts.
Il est principalement connu pour le rôle du commissaire Tony Scali dans L'As de la crime (1991-1996) et celui de l'inspecteur ripoux Vic Mackey dans The Shield (2002-2008). Au cinéma il incarne notamment le super-héros La Chose dans le film Les 4 Fantastiques (2005) et sa suite (2007).
Après l'arrêt de The Shield, il est confronté à deux échecs cuisants avec les séries Super Hero Family (2010-2011) et Vegas (2013). Il connait une certaine reconnaissance en jouant dans la quatrième saison de la série American Horror Story (2011-) puis devient un régulier de la série Gotham (2014-2019) pour ses deuxième et troisième saisons.

## Biographie

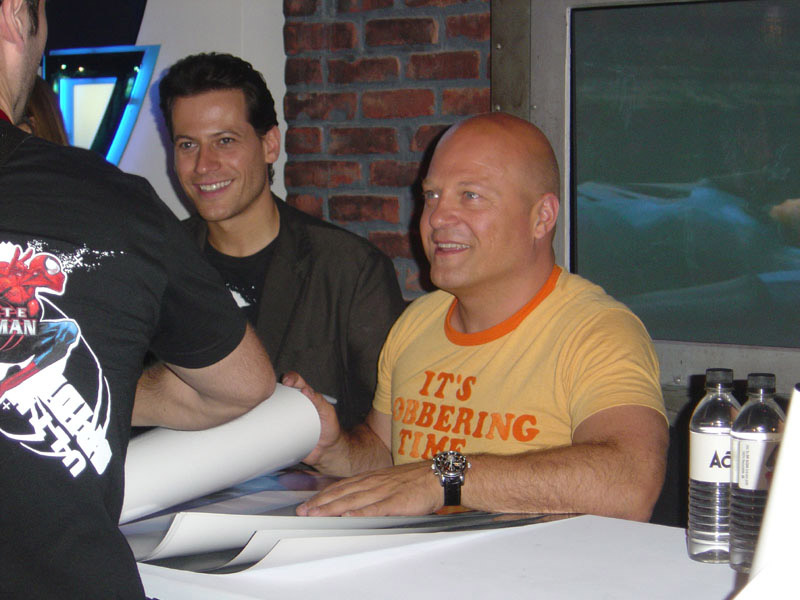
Chiklis en compagnie de Ioan Gruffudd, pour la promotion du film Les 4 Fantastiques en 2005.

Il tient plusieurs petits rôles dans des séries comme Un flic dans la mafia et dans des films d'action de série Z sortis directement en vidéo.
Ce début de carrière décevant et financièrement difficile est occasionnellement ponctué de participations plus intéressantes : un rôle secondaire dans le Nixon d'Oliver Stone, le doublage d'un des personnages du Voyage de Chihiro de Hayao Miyazaki et le rôle principal d'un biopic intitulé Wired sur l'acteur disparu John Belushi.
En 2002 il obtient le rôle principal dans la série The Shield. Interprétant le personnage de Vic Mackey, inspecteur violent et corrompu, sans cesse sur le fil du rasoir, Michael Chiklis se voit décerner plusieurs nominations et récompenses.
C'est grâce à cette série qu'il se voit proposer des rôles plus ambitieux qu'auparavant, comme en 2005 où il incarne La Chose dans l'adaptation cinéma du comics Les Quatre Fantastiques. La même année il rejoint la distribution du thriller horrifique Rise, le deuxième film du scénariste Sebastian Gutierrez (Gothika) dont il tient la vedette aux côtés de Lucy Liu.
En 2008 il joue le rôle du secrétaire à la Défense des États-Unis dans le film d'action à gros budget L'Œil du mal de D. J. Caruso.
En 2010 il joue le rôle d'un père de famille doté de super pouvoirs dans une série de la chaîne ABC appelée Super Hero Family aux côtés de Julie Benz.
En 2014, il est au casting d'American Horror Story : Freak Show. Il incarne Dell Toledo, un homme à la force incroyable. Lors d'une interview, Chiklis parle de cette expérience comme un mauvais choix, il dit que cette année fut une des plus sombres de sa vie et qu'il ne souhaite pas le moins du monde revenir dans une future saison de l'anthologie horrifique. Son personnage fut en effet détesté par la plupart des fans de la série américaine.

## Filmographie

### Cinéma

#### Films
- 1989 : Wired, de Larry Peerce
- 1990 : The Rain Killer, de Ken Stein
- 1995 : Nixon, d'Oliver Stone
- 1998 : Taxman, d'Avi Nesher
- 1998 : Soldier, de Paul W. S. Anderson
- 1999 : Body and Soul, de Sam Henry Kass
- 1999 : Carlo's Wake, de Mike Valerio
- 1999 : Last Request, de Tom Hodges (court-métrage)
- 1999 : Issue de secours (Do Not Disturb) de Dick Maas : Rudolph Hartman
- 2005 : Les 4 Fantastiques de Tim Story
- 2007 : Les Quatre Fantastiques et le Surfer d'argent de Tim Story
- 2008 : Rise (Rise : Blood Hunter), de Sebastian Gutierrez
- 2008 : L'Œil du mal (Eagle Eye), de D. J. Caruso
- 2010 : High School : Dr Leslie Gordon
- 2013 : Parker de Taylor Hackford : Melander
- 2013 : Pawn de David A. Armstrong : Derrick
- 2014 : When the Game Stands Tall de Thomas Carter : Terry Eidson
- 2016 : The Do-Over de Steven Brill : Carmine
- 2016 : Rupture de Steven Shainberg : L'homme chauve
- 2019 : 10 Minutes Gone de Brian A. Miller : Frank
- 2020 : Hubie Halloween de Steven Brill
- 2021 : Don't Look Up : Déni cosmique (Don't Look Up) d'Adam McKay : Dan Pawketty

#### Films d'animation
- 2001 : Le Voyage de Chihiro (Spirited Away), d'Hayao Miyazaki : Akio Ogino (doublage, version anglophone)
- 2002 : The Adventures of Tom Thumb and Thumbelina, de Glenn Chaika : Roman / le roi Webster
- 2017 : Mutafukaz, de Shōjirō Nishimi et Guillaume « Run » Renard : Crocodile (doublage, version anglophone)

### Télévision

#### Séries télévisées
- 1989 : Deux Flics à Miami : détective Jeffrey Whitehead  (saison 5, épisode 14)
- 1991 : Seinfeld : Steve (saison 3, épisode 10)
- 1991-1996 : L'As de la crime (The Commish), de Stephen J. Cannell et Stephen Kronish : le commissaire Tony Scali
- 1999 : St. Michael's Crossing, de Robert Butler : Benjamin Arensen
- 2000 : Papa s'en mêle (Daddio), de Matt Berry et Ric Swartzlander : 	Chris Woods
- 2000 : The Three Stooges, de James Frawley : Curly Howard
- 2002-2008 : The Shield : Vic Mackey (en)
- 2006 : Jericho (épisode 15)
- 2010-2011 : Super Hero Family (No Ordinary Family): James « Jim » Powell, Sr..1
- 2012-2013 : Vegas : Vincent Savino
- 2014 : American Horror Story : Freakshow : Dell Toledo
- 2014 : Sons of Anarchy : Milo  (saison 7, épisodes 12 et 13)
- 2015-2017 : Gotham : capitaine Nathaniel Barnes
- 2021 : Coyote (en) : Ben Clemens

#### Séries d'animation
- 2001 : Heavy Gear: The Animated Series : lieutenant Jan Agusta
- 2016 : Les Simpson : le Quarterback (saison 28, épisode 3 - The Town)
- 2018-2020 : La Bande à Picsou (Ducktales) : Zeus
- 2020 : Deathstroke: Knights & Dragons (en) : Deathstroke

## Distinctions
- Primetime Emmy Award du meilleur acteur dans une série télévisée dramatique en 2002 pour The Shield.
- Television Critics Association Awards de la Meilleure prestation dans une série dramatique en 2002 pour The Shield.
- Golden Globe du meilleur acteur dans une série télévisée dramatique en 2003 pour The Shield.

## Voix francophones
En version française, Michael Chiklis est dans un premier temps doublé par Daniel Russo dans L'As de la crime. Le doublant entre 2002 et 2015 dans les films Les Quatre Fantastiques, L'Œil du mal et Parker, Patrick Floersheim, fût la voix régulière de l'acteur jusqu'à son décès, le retrouvant dans les séries The Shield, Super Hero Family, Vegas, Sons of Anarchy ou encore American Horror Story. Parallèlement, l'acteur est doublé par Gérard Surugue dans Rise et Papa s'en mêle (qu'il retrouvera par la suite dans Winning Time: The Rise of the Lakers Dynasty (en)) ainsi qu'Arnaud Romain dans Pawn. 
À la suite de la mort de Floersheim, Patrick Messe le double dans Gotham et Rupture, tout comme Emmanuel Jacomy dans 10 Minutes Gone, Jean-François Aupied dans Hubie Halloween, Jean-Christophe Brétignière dans Don't Look Up et Martin Spinhayer dans Coyote (en).